# Cardioperla falsa
Cardioperla falsa är en bäcksländeart som beskrevs av Hynes 1982. Cardioperla falsa ingår i släktet Cardioperla och familjen Gripopterygidae. Inga underarter finns listade i Catalogue of Life.